# Cestoplanella microps
Cestoplanella microps is een platworm (Platyhelminthes). De worm is tweeslachtig. De soort leeft in het zoute water.
Het geslacht Cestoplanella, waarin de platworm wordt geplaatst, wordt tot de familie Cestoplanidae gerekend. De wetenschappelijke naam van de soort werd voor het eerst geldig gepubliceerd in 1901 door Verrill.